# 東漢姆站
東漢姆站（英語：East Ham tube station）是倫敦地鐵漢默史密斯及城市線、區域線的鐵路轉乘站，位於東倫敦 紐漢區的伊斯特漢姆地區。東漢姆站開通於1858年3月31日，當時屬於倫敦、提伯利及紹森德鐵路。東漢姆站為地面車站，位於倫敦軌道運輸第3及第4收費區。

## 歷史
1854年4月13日，倫敦、提伯利及紹森德鐵路首階段通車。當時堡至巴金一段鐵路需要向北繞經斯特拉福德和森林門才能抵達巴金。1858年，另一條更直接、由西至東直接穿過伊斯特漢姆地區的平行鐵路通車。這條鐵路既縮短了堡至巴金的行車時間，亦於西端連接倫敦及布萊克沃爾鐵路。同年3月31日，平行鐵路上的貝門利站、普拉斯托站和本站啟用。
1894年7月9日，連接南托特納姆和巴金站的托特納姆及森林門鐵路開通載客業務（福音橡至巴金線東段前身），該鐵路前往本站的連接線，亦於同日啟用 。該連接線位於伍德格蘭奇公園站至巴金站間，使列車可以選擇以本站或巴金站為總站。
1897年，倫敦、提伯利及紹森德鐵路公司與區域鐵路公司共同擁有的白教堂及堡鐵路公司獲准興建白教堂至貝門利站以西一段鐵路，以連接倫敦、提伯利及紹森德鐵路和區域鐵路。1902年6月2日，此段鐵路通車。區域鐵路公司開始將部分列車服務延伸至東漢姆。本站自此開始有區域鐵路服務。
1903-05年，倫敦、提伯利及紹森德鐵路公司為貝門利至東漢姆站一段鐵路四軌化，並將其中兩軌電氣化。1905年9月，隨著區域鐵路全面電氣化，區域鐵路列車撤出尚未電氣化的東漢姆至上敏斯特一段鐵路。鐵路公司隨後將東漢姆至巴金一段鐵路四軌化，並將其中兩軌的電氣化路段延伸到巴金站。
1908年4月1日，隨著工程大致完成，區域鐵路電氣化列車全日服務的東端總站由本站延伸至巴金站。
1910年起，倫敦、提伯利及紹森德鐵路公司開始提供直通列車來往伊靈大道和紹森德/舒伯里內斯，並服務本站。由於巴金站至紹森德/舒伯里內斯一段鐵路當時尚未電氣化（伊靈大道至巴金一段鐵路已電氣化），東/西行的直通列車需要於巴金站改掛蒸氣/電力機車，以繼續行程。此直通列車服務一直持續到1939年9月。
1912年倫敦、提伯利及紹森德鐵路公司被米德蘭鐵路公司收購。1923年1月1日，米德蘭鐵路公司與其他鐵路公司合併成倫敦、米德蘭和蘇格蘭鐵路公司。自此本站的城際列車服務改由倫敦、米德蘭和蘇格蘭鐵路公司提供。
1933年7月1日，區域鐵路公司被公有化，其資產轉移至政府成立的倫敦客運委員會。區域鐵路亦改稱區域線，自此倫敦客運委員會於本站提供區域線服務。
為了緩解區域線白教堂以東路段的擁擠情況，倫敦客運委員會於1936年將部分大都會線漢默史密斯—新十字/新十字門（直通東倫敦線）的列車服務改為漢默史密斯—巴金（直通區域線） 。自此本站開始提供前往漢默史密斯的列車服務。1939年11月，大都會線漢默史密斯—巴金的列車服務縮短為漢默史密斯—白教堂，同時阿克斯橋—阿爾德門的列車服務延長為阿克斯橋—巴金。
由於運作問題，倫敦客運委員會於1941年將大都會線列車服務重新改為漢默史密斯—巴金及阿克斯橋—阿爾德門。本站重新提供前往漢默史密斯的列車服務。
1948年，倫敦、米德蘭和蘇格蘭鐵路公司被國有化，本站的城際列車服務改由英國鐵路公司提供。於1950年代早期，英國鐵路公司推出了一系列改善鐵路系統的計劃，計劃包括：
- 電氣化倫敦、提伯利及紹森德線，並更新信號系統
- 完全分離倫敦、提伯利及紹森德線及倫敦地鐵列車的運行軌道

以上計劃於1950年代後期至1960年代早期陸續實施。隨著鐵路電氣化，國鐵列車不再停靠霍恩徹奇、達格納姆東、貝肯翠、本站、烏普頓公園、普拉斯托和貝門利各站。因此本站不再提供城際列車服務。
1990年7月30日，大都會線漢默史密斯至巴金的列車服務獲升格獨立成線，稱為漢默史密斯及城市線。本站亦因此成為漢默史密斯及城市線的車站。

## 列車班次
本站於非繁忙時段的列車班次每小時為：

### 區域線
- 6班 西行 往伊靈大道
- 6班 西行 往奇蒙
- 3班 西行 往溫布頓 （平日19:31後、週六及公眾假期20:32後、週日18:49-22:41間不設服務）

西行往溫布頓的列車並非全日服務。平日由本站開往溫布頓的尾班車於19:31開出，週六及公眾假期則為20:32。週日18:49後，則只有兩班列車，分別於22:41和23:13開出。
- 12班 東行 往上敏斯特
- 3班 東行 往巴金

### 漢默史密斯及城市線
- 6班 西行 往漢默史密斯站

- 6班 東行 往巴金

## 接駁交通
倫敦巴士101、147、238、300、304、325、376和474號路線均途經本站。

## 車站相片

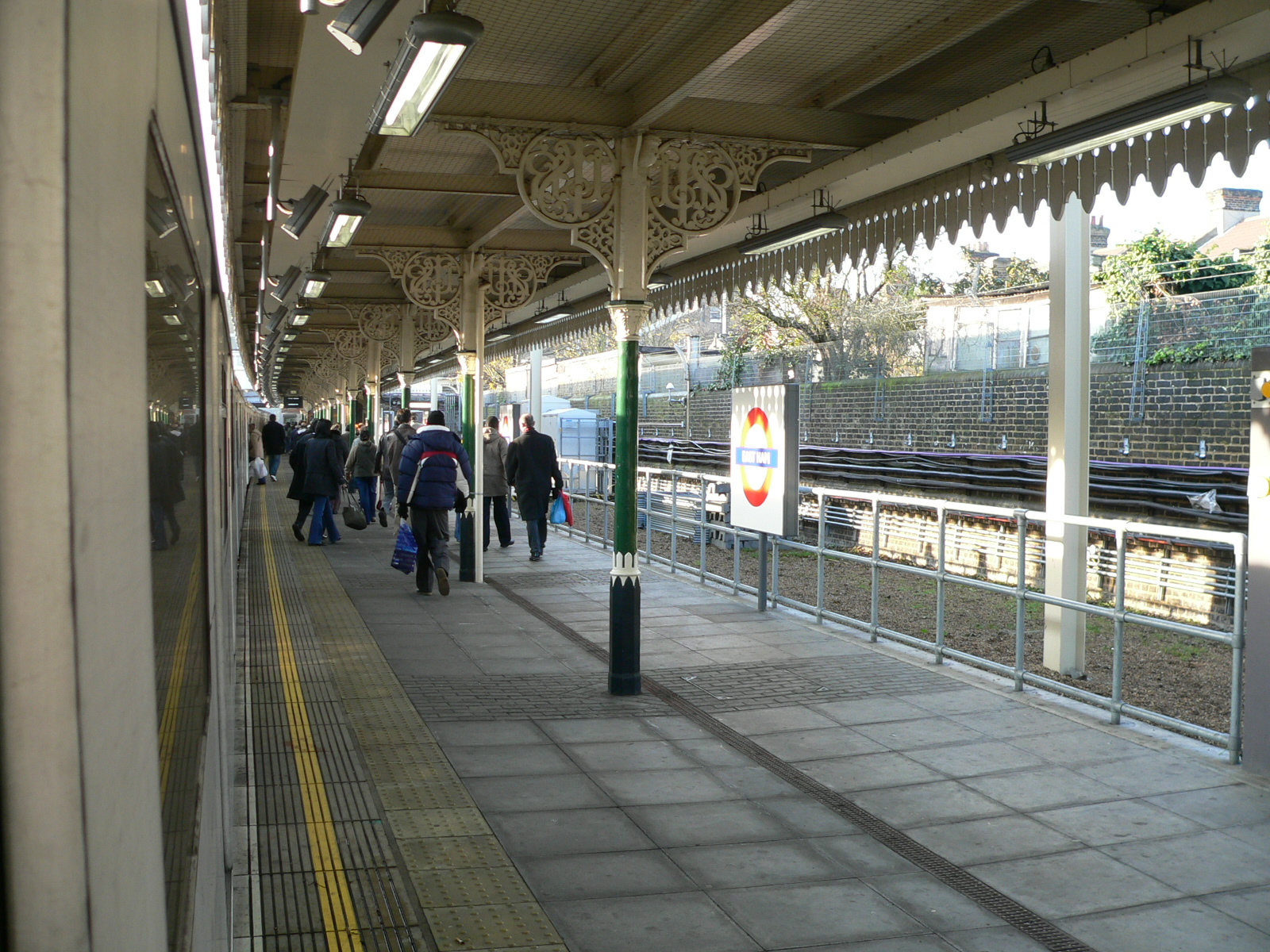
東行月台上的區域線列車
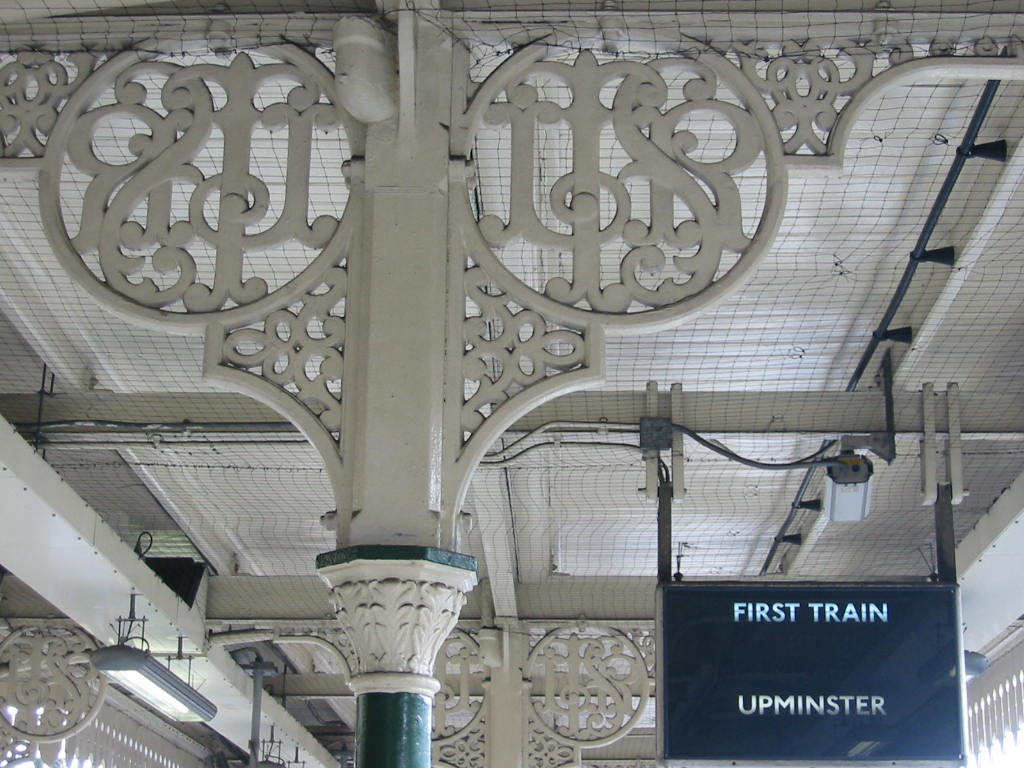
位於東行月台的目的地顯示器，以及月台棚支柱上的「LTSR」字樣 （「LTSR」為倫敦、提伯利及紹森德鐵路英文簡寫）
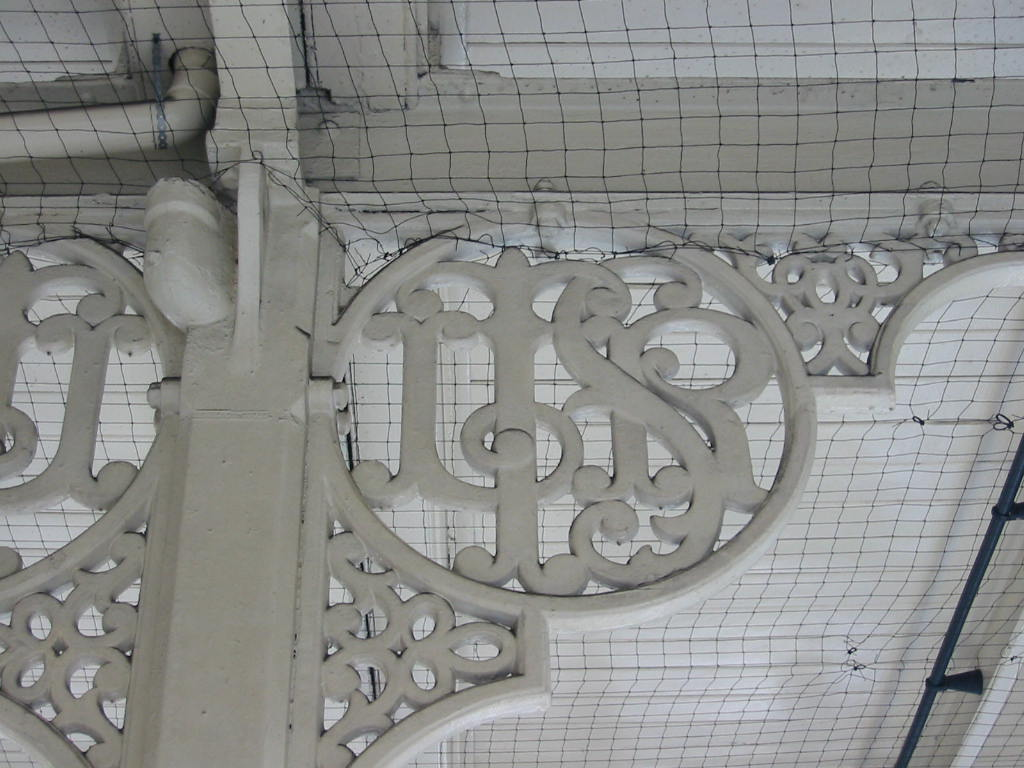
月台棚支柱上的「LTSR」字樣